# Uno in più
Uno in più (stilizzato 1 in +) è il sesto e ultimo album in studio degli 883, pubblicato il 21 giugno 2001.

## Il disco
Quest'album vede tra l'altro la partecipazione di alcune figure note della musica italiana: Jovanotti e la sua band intervengono in Cloro, Syria e la chitarra di Alex Britti compaiono in Essere in te, e J-Ax degli Articolo 31 duetta con Pezzali in Noi parte 2. Con questo disco gli 883 cambiano anche casa discografica, passando alla Warner Music Italy.
Il primo singolo estratto dall'album è stato Bella vera, che è diventato uno dei tormentoni dell'estate 2001, partecipando al Festivalbar, ed è stato anche scelto quello stesso anno da Fabrizio Frizzi come sigla per Miss Italia.
Il CD conteneva anche i due video girati a Los Angeles dai Manetti Bros. delle canzoni Bella vera (citato sopra) e La lunga estate caldissima, quest'ultimo, secondo singolo estratto dall'album.
L'album ha venduto oltre 300 000 copie ottenendo 3 dischi di platino.

## Tracce
Testi e musiche di Max Pezzali, eccetto dove indicato.
1. Punto & a capo – 4:18
2. Bella vera – 3:36
3. Essere in te (feat. Syria) – 4:20
4. Cloro (feat. Jovanotti) – 3:29 (Pezzali, Jovanotti)
5. Come deve andare – 4:35
6. La lunga estate caldissima – 3:44
7. Noi parte 2 (feat. Articolo 31) – 5:21 (Pezzali, J-Ax)
8. Honolulu Baby – 4:33
9. So che tu sai – 3:47 (Pezzali, Rossi)
10. Uno in più – 4:43

## Formazione
All'album hanno partecipato, secondo quanto riportato nei crediti dell'album:
- Max Pezzali – voce
- Matteo Bassi – basso
- Claudio Borrelli – percussioni
- Fabrizio Frigeni – chitarra
- Marco Guarnerio – chitarra, voce secondaria
- Michele Monestiroli – sassofono, voce secondaria
- Daniele Moretto – tromba
- Eugenio Mori – batteria
- Matteo Salvadori – chitarra
- Alberto Tafuri – tastiera, direzione archi e arrangiamenti
- Elena Bacciolo – cori in Come deve andare, La lunga estate caldissima, So che tu sai e  Uno in più
- Roberta Bacciolo – cori in Come deve andare, La lunga estate caldissima, So che tu sai e  Uno in più
- Roberta Magnetti – cori in Come deve andare, La lunga estate caldissima, So che tu sai e  Uno in più
- London Session Orchestra – archi in Bella vera (non è il caldo ma), Essere in te, Come deve andare e So che tu sai

Altri musicisti
- Matteo Cantaluppi – batteria in Uno in più
- Alex Britti - chitarra in Essere in te
- BJ Cole – steel guitar in Honolulu baby
- J-Ax - rapping in Noi parte 2
- Jovanotti – voce in Cloro
- Saturnino – basso in Cloro e So che tu sai
- Pier Foschi – batteria in Cloro
- Dario Cantelmo - batteria e cori in 1 in +
- Orchestra Associazione Italiana Musicisti Milano - archi in  Uno in più
- I Piccoli Cantori di Milano – cori in La lunga estate caldissima
- Solis String Quartet – archi in Noi parte 2
- Mario Scalia (Lunatic Asylum) - cori in Noi parte 2
- Cristian Brugnara (Lunatic Asylum) - cori in Noi parte 2
- Andrea Rendina (Lunatic Asylum) - cori in Noi parte 2
- Syria – voce  in Essere in te
- Kenny Wheeler – flicorno in Punto e a capo

## Classifiche
| Classifica (2001) | Posizione massima |
| ----------------- | ----------------- |
| Italia            | 1                 |
| Svizzera          | 32                |

| Classifica di fine anno (2001) | Posizione |
| ------------------------------ | --------- |
| Italia                         | 18        |